# Louis Alphonse de Brébisson
Pour les articles homonymes, voir Brébisson.
Louis Alphonse de Brébisson, né à Falaise (Calvados) le 25 septembre 1798 et mort le 26 avril 1872, est un botaniste et photographe français.

## Biographie
Louis Alphonse de Brébisson appartient à une famille subsistante de la noblesse française.
Botaniste célèbre pour sa Flore de la Normandie qui a connu de multiples rééditions, Brébisson a été l’un des premiers botanistes à découvrir les algues microscopiques. Il a participé, avec Persoon (1755-1837), Dechauffour de Boisduval (1799-1879) et de Gaillon (1798-1872), à la Flore générale de France ou Iconographie, description et histoire de toutes les plantes entreprise par Loiseleur-Deslongchamps (1774-1849) (Ferra jeune, Paris, 1828-1829).
S’intéressant également à la photographie dès 1839, Brébisson est un pionnier en Normandie de cet art naissant qu’il a contribué à perfectionner par ses nombreuses expérimentations et publications sur le sujet. Brébisson a également, en tant qu’artiste photographe, contribué à l’émergence d’une école normande de photographie par les nombreux contacts qu'il a entretenus avec les photographes de sa région. Membre fondateur de la Société française de photographie le 30 novembre 1854, Brébisson a également participé à l’Exposition universelle de Londres de 1862.
La Médiathèque de l'architecture et du patrimoine possède 600 de ses plaques à l’albumine ou au collodion.

## Œuvres

### Botanique
- Additions à la liste des desmidiées de la Basse-Normandie et explication des planches, Cherbourg, Feuardent, 1857
- Algues des environs de Falaise décrites et dessinées par MM. de Brébisson et Godey, Falaise, Brée l’aîné, 1835
- Coléoptères de Normandie, [s.l. : s.n.], 1835-1875
- Considérations sur les Diatomées : et essai d’une classification des genres et des espèces appartenant à cette famille, Falaise, Brée, 1838 ; réimp. 1979
- De la Structure des valves des diatomacées, Paris, Savy, 1872
- Description de quelques nouvelles diatomées observées dans le guano du Pérou : formant le genre Spatangidium, Caen, A. Hardel, 1857
- Diatmacées ; renfermées dans de le médicament vermifuge connu sous le nom de Mousse de Corse, Falaise, France, 1872
- Flore de la Normandie : phanérogames et cryptogames semi-vasculaires, Caen, Le Blanc-Hardel, 1836-69, 400 p.
- L’étudiant micrographe ; traité théorique et pratique du microscope et des préparations, Paris, Delahaye, 1865
- Mémoire sur les diatomées, Paris, l'Auteur, 1839
- Mousses de la Normandie, Falaise, A. de Brébisson, 1826-39
- Note sur quelques diatomées marines rares ou peu connues du littoral de Cherbourg, Paris, F. Savy, 1867
- Quelques remarques sur le genre Filago, et sur les espèces ou variétés qu’il renferme en Normandie, Caen, Blanc-Hardel, 1868
- Résumé d’un cours de botanique élémentaire présenté, Falaise, Brée l’aîné, 1837
- Statistique de l’arrondissement de Falaise, Falaise, Brée l’aîné, 1826-1828 ; Paris, Res Universis, 1993

### Photographie
- Collodion sec instantané détails complets sur ce procédé : suivis d’un appendice renfermant une revue de plusieurs méthodes de collodion sec, Paris, Leiber, 1863
- De quelques modifications apportées aux procédés du daguerréotype, Falaise, imprimerie de Levavasseur, 1841
- Glanes photographiques. Notes complémentaires concernant la photographie sur papier, Paris, C. Chevalier, 1848
- Nouvelle méthode photographique sur collodion, donnant des épreuves instantanées négatives et positives ; traité complet des divers procédés, Paris, C. Chevalier, 1853
- Œuvre de grands photographes, Paris, Bibliothèque Nationale, 1982
- Photographie. Collodion sec instantané; détails complets sur ce procédé, suivis d'un appendice renfermant une revue de plusieurs méthodes de collodion sec, Paris, Leiber, 1863
- Photographie. Simplifications des appareils et des procédés propres au daguerréotype, Falaise, Levavasseur, imprimeur-librairie, 1846
- (en) The history and practice of the art of photography or, The production of pictures through the agency of light : containing all the instructions necessary for the complete practice of the daguerrean and photogenic art, both on metallic plates and on paper, New York, Putnam, 1853, ©1849
- Traité complet de photographie sur collodion, répertoire de la plupart des procédés connus, Paris, C. Chevalier, 1855